# Cubo de Bureba
Cubo de Bureba – gmina w Hiszpanii, w prowincji Burgos, w Kastylii i León, o powierzchni 9,8 km². W 2011 roku gmina liczyła 110 mieszkańców.